# Yann M'Vila
Yann M'Vila, né le 29 juin 1990 à Amiens (Somme), est un footballeur international français qui évolue au poste de milieu défensif au Stade Malherbe Caen. Il possède également la nationalité congolaise.
Élément de base des équipes de France de jeunes pendant sa formation, il se révèle en Ligue 1 lors de la saison 2009-2010 sous les couleurs du Stade rennais FC, et se fait connaître du grand public en étant pré-sélectionné pour la Coupe du monde 2010 en Afrique du Sud, puis en obtenant sa première sélection avec l'équipe de France quelques mois plus tard. Il a participé à l'Euro 2012.

## Biographie
La famille de Yann M'Vila est originaire de la République du Congo. Son père, également footballeur, y a joué avant d'arriver en France en 1983 et de s'installer à Amiens, dans la Somme. Il y exerce le métier d'agent de surveillance de la voie publique puis d'employé dans une usine, alors que sa mère est sans emploi. Yohan, le frère aîné de Yann M'Vila, est également footballeur professionnel, et a choisi de représenter les couleurs du Congo au niveau international. Il a également deux petites sœurs. Enfin, Yann M'Vila est devenu père à l'âge de 18 ans d'un petit garçon nommé Kellil avant d'avoir un second enfant en août 2010.

### Jeunesse et formation
Yann M'Vila commence la pratique du football à l'âge de six ans à l'Entente Sains-Saint-Fuscien tout près d'Amiens. Trois ans plus tard, il rejoint l'Amiens SC où il reste durant cinq saisons. En 2004, il quitte Amiens et s'installe chez ses grands-parents à Mantes-la-Jolie, et évolue pendant quelques mois au FC Mantes. Il est alors repéré par un recruteur du Stade rennais FC, dont il intègre le centre de formation en novembre 2004.
En Bretagne, il s'impose rapidement comme l'un des meilleurs espoirs de sa génération. Il y remporte des titres, étant sacré champion de France des 18 ans en 2007 puis remportant la Coupe Gambardella en 2008. En finale face aux Girondins de Bordeaux, Yann M'Vila marque d'ailleurs l'un des buts de son équipe, d'une frappe des 25 mètres.

### Carrière en club

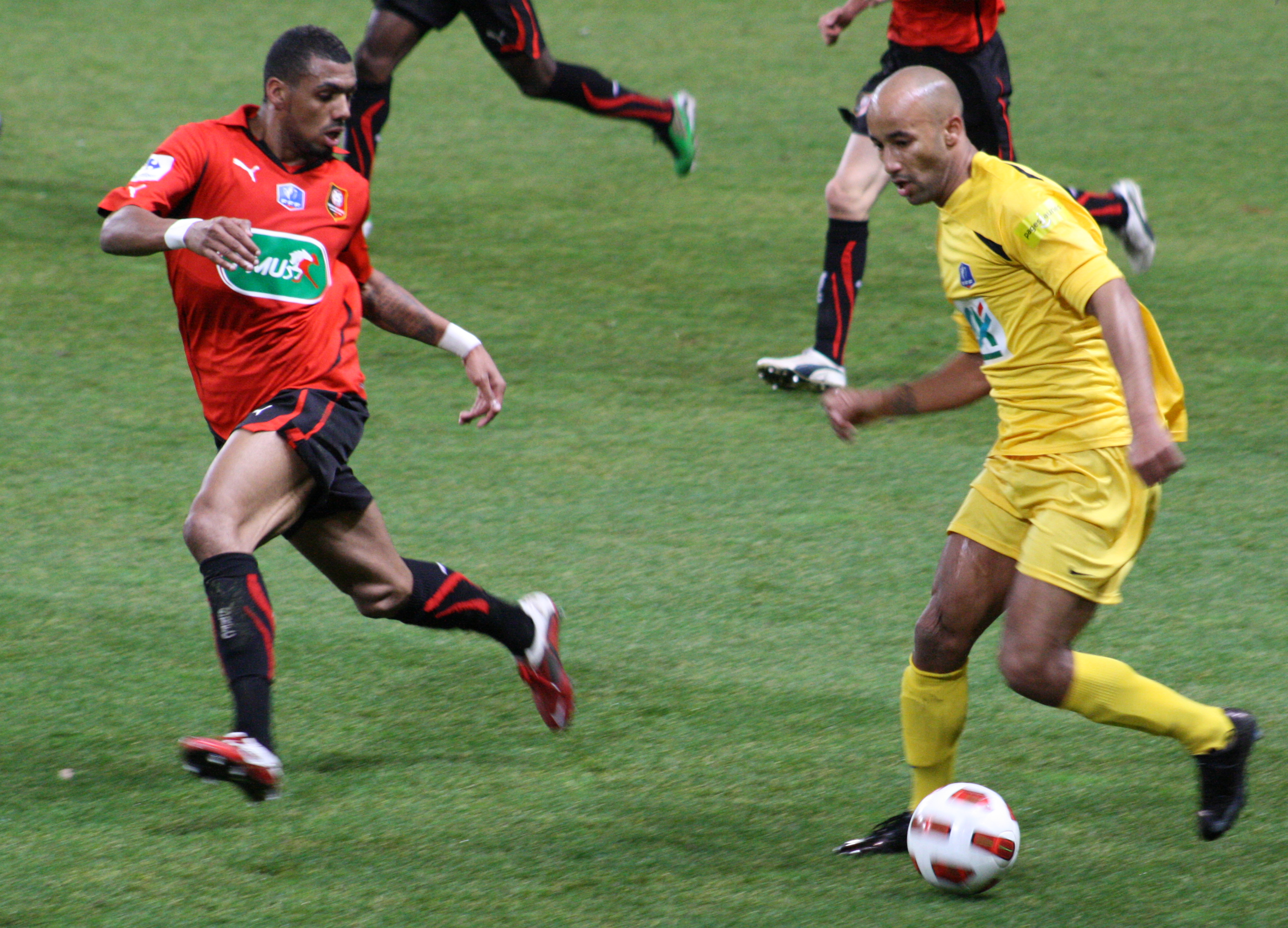
Yann M'Vila sous le maillot du Stade rennais FC contre l'AS Cannes en Coupe de France (2011).

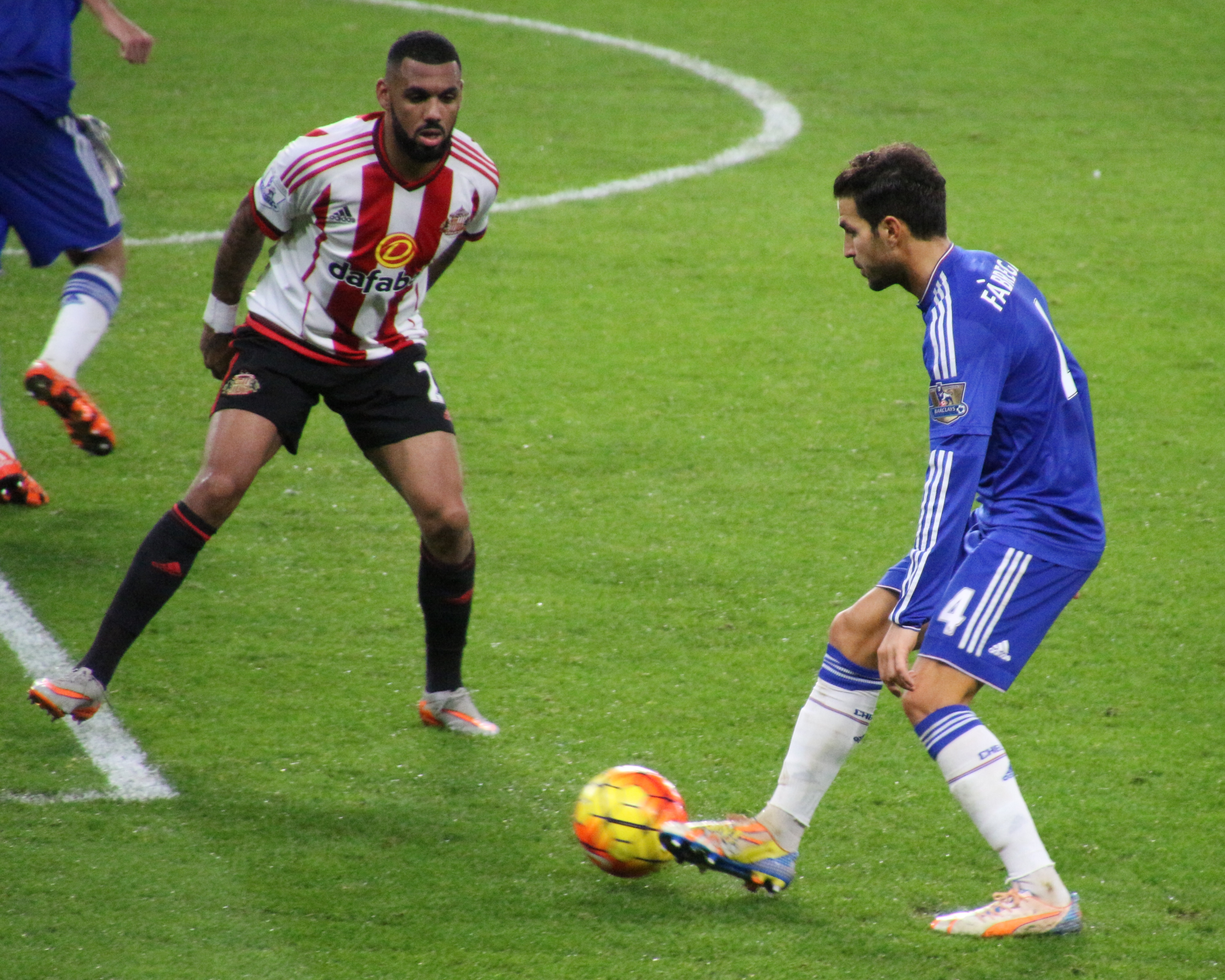
Yann M'Vila avec le Sunderland AFC face au Chelsea FC (2015).

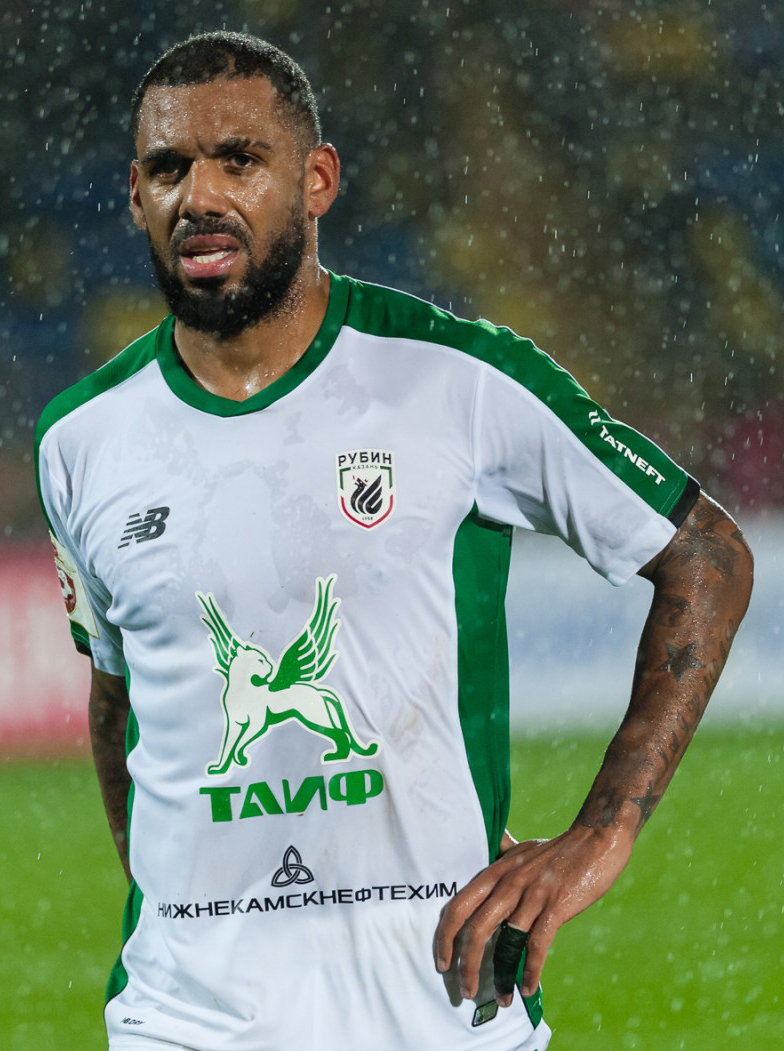
Yann M'Vila sous le maillot du Rubin Kazan contre le FK Rostov (2017).

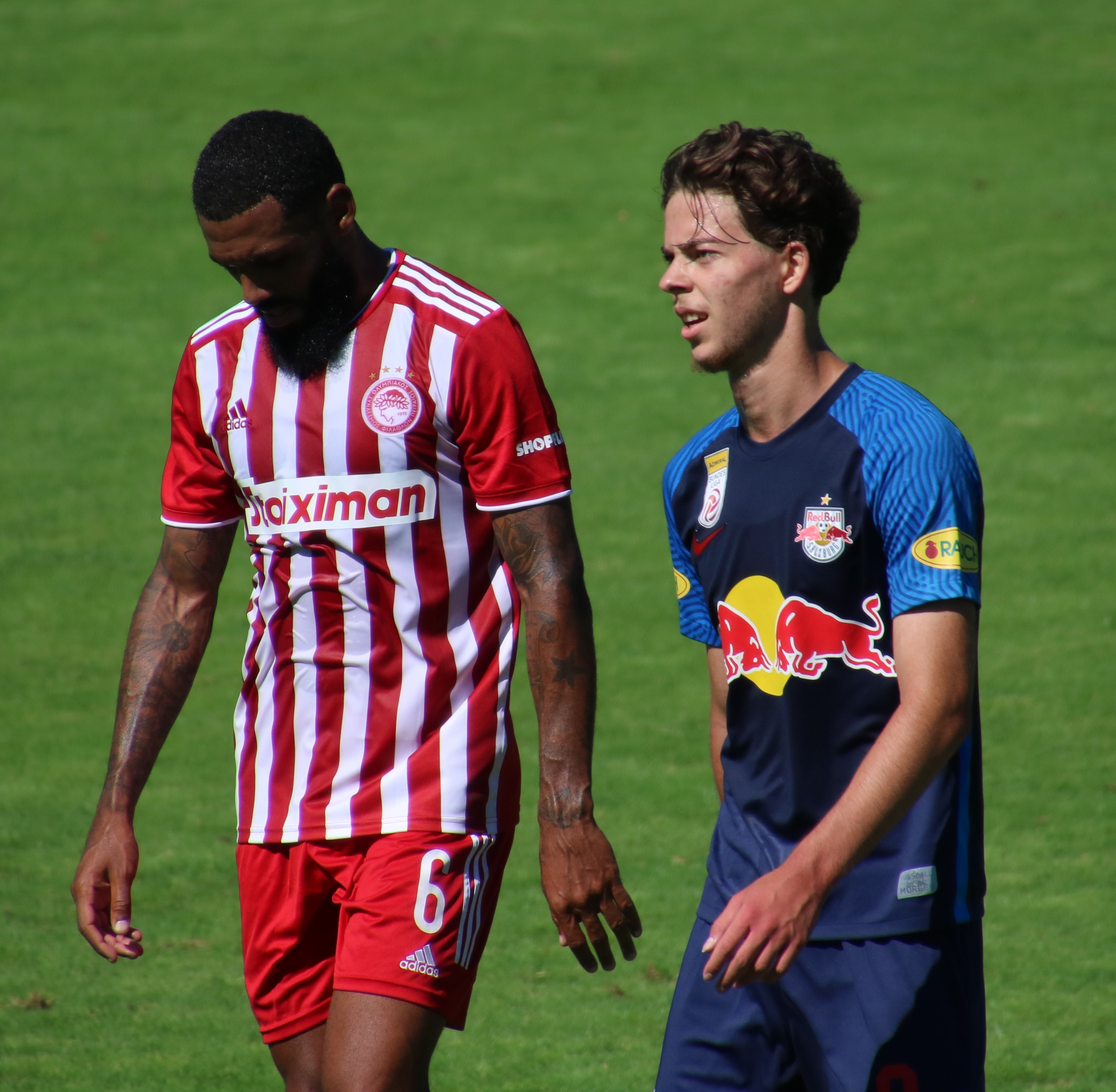
Yann M'Vila avec l'Olympiakós en amical contre le RB Salzbourg (2022).

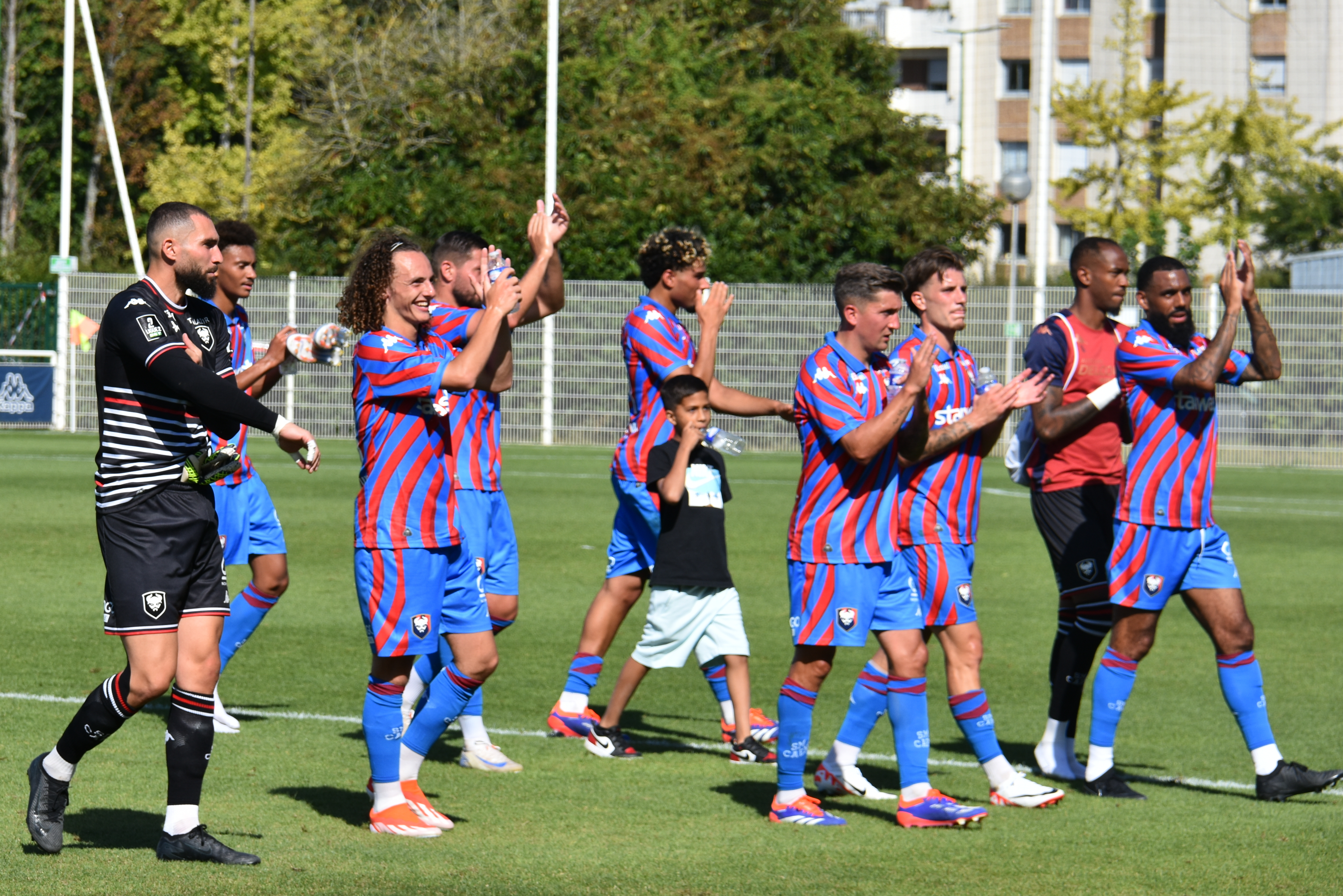
Yann M'Vila, tout à droite, sous le maillot du Stade Malherbe Caen en match amical de pré-saison (2024).

#### Débuts au Stade rennais FC (2008-2013)
Le 1er juillet 2008, Yann M'Vila signe un premier contrat professionnel de trois ans avec le Stade rennais FC. Il passe toute la saison 2008-2009 en CFA avec la réserve du club, n'intégrant que ponctuellement le groupe pro sans entrer en jeu.
Le 16 août 2009, il fait finalement ses débuts en Ligue 1 au Stade du Ray face à l'OGC Nice, remplaçant en cours de jeu Ismaël Bangoura. Il est le premier néo-professionnel lancé en Ligue 1 par Frédéric Antonetti au Stade rennais FC. Il joue son premier match comme titulaire une semaine plus tard, contre l'Olympique de Marseille, au stade de la route de Lorient. Il ne rate pas sa première, certains médias saluant sa performance après le match. Gagnant la confiance de son entraîneur, il est titularisé à trente-trois reprises en Ligue 1 lors de cette première saison.
Le 15 janvier 2011, il marque son premier but en championnat, lors du match opposant Rennes à l'équipe de l'AC Arles-Avignon (victoire 4-0). Il inscrit le quatrième et dernier but de son équipe sur penalty à la 90e minute. Le 23 mai 2011 il prolonge son contrat avec le Stade rennais FC jusqu'en 2015.
Le 18 septembre 2011, à la suite d'une blessure de Kader Mangane et de la mise au repos de Romain Danzé, Yann M'Vila reçoit pour la première fois depuis ses débuts professionnels le brassard de capitaine à domicile face à l'AS Nancy-Lorraine (nul 1-1), en Ligue 1.

#### Rubin Kazan (2013-2018)
Le 23 janvier 2013, il est transféré au FK Rubin Kazan, club du championnat russe et signe un contrat de quatre ans, sans que le Stade rennais FC ou son nouveau club ne dévoilent le montant de son indemnité de transfert,. La presse évoque néanmoins des sommes allant de 12 à 18 millions d'euros,. L'acclimatation à la Russie est difficile puisque le joueur peine à convaincre son entraîneur et en deux saisons Yann M'Vila ne fait qu'une vingtaine d'apparitions.
Après ses prêts à l'Inter Milan et à Sunderland AFC, il fait son retour à Kazan. Il retrouve le championnat russe pendant l'automne 2016 et la concurrence du Camerounais Alexandre Song. En décembre 2016, il prolonge son contrat jusqu'à l'été 2020. Le 12 janvier 2018, il trouve un accord avec le club pour être libéré de son contrat.

##### Prêt à l'Inter Milan (2014-2015)
Désireux d'avoir plus de visibilité et d'évoluer dans un grand nom européen, le joueur rebondit à l'Inter Milan où il est prêté avec option d'achat par le FK Rubin Kazan. Toutefois l'aventure tourne court en Italie puisqu'à l'image de son équipe le joueur se montre décevant, et son entraîneur Walter Mazzarri en fait davantage un joker qu'un titulaire. Après huit apparitions en championnat en six mois, le joueur décide de résilier son prêt.

##### Prêt au Sunderland AFC (2015-2016)
Le 6 août 2015, Yann M'Vila est officiellement prêté jusqu'en juin 2016 au club de Sunderland AFC, évoluant en première division anglaise. Le 29 août 2015, il marque son seul et unique but sur coup franc contre l'équipe d'Aston Villa FC. Il réalise une bonne saison, dispute près de 37 matchs de championnat, mais en dépit de ses désirs de rester, le club des Black Cats ne conserve pas le joueur.

#### Retour en France à l'AS Saint-Étienne (2018-2020)
Le 12 janvier 2018, quelques heures après l'annonce de son départ libre du FK Rubin Kazan, Yann M'Vila s'engage avec l'AS Saint-Étienne pour un an et demi et signe son retour dans le championnat français. Il y adopte le numéro six. 
Alors qu'à son arrivée le club stéphanois est 16e et ne compte qu'un point d'avance sur le premier relégable, il entame dès lors une brillante remontée, avec une série de 13 matchs sans défaite, et termine au 7e rang. Le 30 juillet 2018, il prolonge son contrat de quatre ans, jusqu'en juin 2022. 
La deuxième saison est une réussite, les Stéphanois terminant à une 4e place qualificative pour la Ligue Europa. La suivante est beaucoup plus difficile, l'équipe est éliminée en phase de poule européenne et ne pointe qu'au 17e rang lorsque le championnat est interrompu par la pandémie de Covid-19 en France. Mais elle est par contre qualifiée pour la finale de la Coupe de France, finalement disputée, et perdue, en juillet face au Paris SG.

#### Départ pour l'Olympiakós en Grèce (2020-2023)
Le 14 septembre 2020, après avoir passé deux ans et demi à l'AS Saint-Étienne, Yann M'Vila est libéré par le club stéphanois, désireux de réduire sa masse salariale, et signe un contrat de trois ans en faveur de l'Olympiakós,,. 
Généralement titulaire, il gagne ses deux premiers titres en remportant le championnat de Grèce en 2021 et 2022. Il dispute aussi pour la première fois la Ligue des champions lors de sa première saison à l'Olympiakós, puis la Ligue Europa les deux saisons suivantes.
Après trois saisons et 140 matchs disputés avec le club grec, M'Vila arrive en fin de contrat. Le 3 juillet 2023, l'Olympiakós annonce le départ du joueur,.

#### Retour en Angleterre avec West Bromwich Albion (2024)
Le 19 février 2024, après six mois sans jouer, Yann M'Vila s'engage avec West Bromwich Albion, évoluant en deuxième division anglaise, jusqu'à la fin de la saison. Il fait sept apparitions en championnat lors des neuf dernières journées, puis rentre deux fois en fin de match lors du barrage de montée perdu face à Southampton. Son contrat n'est pas reconduit.

#### Transfert libre au Stade Malherbe Caen (depuis 2024)
Le 6 août 2024, il s'engage pour deux saisons avec le Stade Malherbe Caen,,, club de Ligue 2 qui vient d'être racheté par Kylian Mbappé. Il confirme rapidement qu'il a signé à la demande du joueur et de son entourage, qu'il connaît personnellement, afin d'aider à la prise en main du club.
Le 17 août, il fait sa première apparition officielle dès de la 1re journée contre le Paris FC, en rentrant en fin de match,, puis est titularisé dès la journée suivante. Le début de saison caennais est préoccupant et M'Vila se blesse après huit journées, alors que l'équipe ne compte que sept points. Lorsqu'il fait son retour en février, l'ancien entraîneur Nicolas Seube a été écarté et l'équipe pointe au 17e rang. Le 22 février 2025, il inscrit son premier but avec son nouveau club contre le Pau FC (2-2),,, puis se re-blesse. La fin de saison est un chemin de croix. Alors que l'équipe est largement dernière, a changé une deuxième fois d’entraîneur et que l'ancien capitaine Romain Thomas a été mis sur le banc puis s'est blessé, il est intronisé capitaine à partir du mois d'avril. Au final, il dispute 19 des 34 matchs de championnat, dont 16 comme titulaire, pour un bilan de deux victoires, cinq matchs nuls et douze défaites. L'équipe caennaise est reléguée en championnat National.
Sous contrat, il réalise la préparation de la saison 2025-2026 avec le club caennais, malgré une relégation peu en accord avec son statut. Confirmé comme capitaine par le nouvel entraîneur Maxime d'Ornano, il se montre décisif lors de la première journée de National en ouvrant le score contre Aubagne (3-0).

### Carrière en sélection nationale

#### Sélections de jeunes (2006-2012)
S'il n'est pas membre de l'équipe de France des moins de 16 ans, il rejoint en 2006 l'équipe de France des moins de 17 ans et ne quittera plus les sélections françaises de jeunes. Il devient un titulaire indiscutable, disputant l'Euro des moins de 17 ans, puis la Coupe du monde des moins de 17 ans en 2007. Deux ans plus tard, il est le capitaine de l'équipe de France des moins de 19 ans lors de l'Euro des moins de 19 ans en juillet 2009, mais doit assister, suspendu, à l'élimination de son équipe en demi-finale de la compétition. Dans la foulée, il est appelé en équipe de France espoirs, avec qui il obtient sa première cape le 12 août 2009 lors d'un match amical face à la Pologne, et cumule huit sélections à ce niveau au cours de la saison 2009-2010. Le 4 octobre 2012, après avoir évolué pendant deux ans avec les A et avoir participé à l'Euro 2012, il est rappelé avec les espoirs par Erick Mombaerts en vue des barrages à l'Euro espoirs 2013 face à la Norvège. Le 18 octobre 2012, il est convoqué par la commission de discipline de la fédération française de football en compagnie de Chris Mavinga, Antoine Griezmann, Wissam Ben Yedder et M'Baye Niang, après une virée nocturne dans une boîte de nuit parisienne, trois jours avant un match décisif pour la qualifications de l'équipe de France espoirs pour l'Euro espoirs 2013. Ce match contre la Norvège est perdu (3-5) et entraîne la non-qualification de l'équipe de France pour l'Euro espoirs 2013. Le 8 novembre 2012, il est suspendu de toutes sélections en équipes nationales à compter du 12 novembre 2012 jusqu'au 30 juin 2014.

#### Équipe de France (2010-2012)

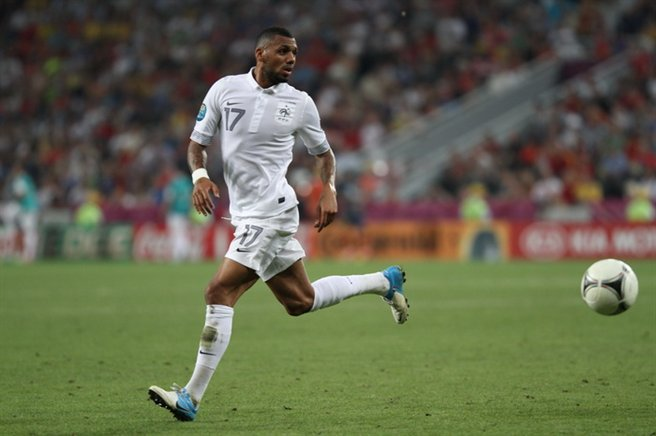
Yann M'Vila contre l'Espagne à l'Euro 2012.

Le 11 mai 2010, il fait partie d'une liste de trente joueurs présélectionnés par Raymond Domenech en vue de la Coupe du monde 2010 en Afrique du Sud, mais il en est écarté six jours plus tard, de même que ses coéquipiers Jimmy Briand et Rod Fanni.

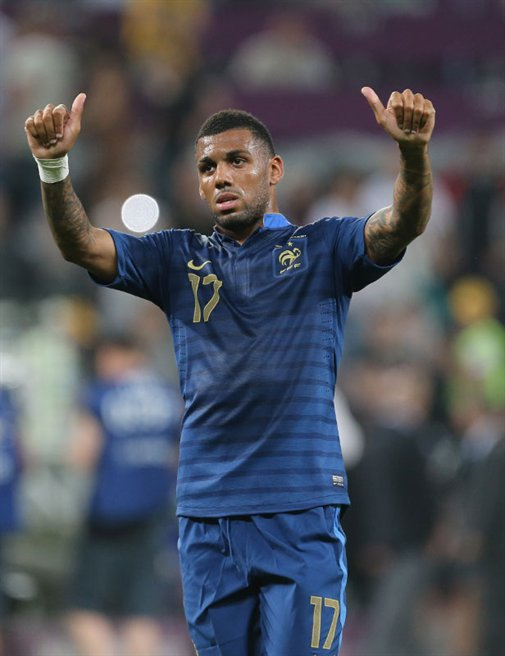
Yann M'Vila avec l'équipe de France contre l'Ukraine (2012).

Au mois d'août 2010, le nouveau sélectionneur Laurent Blanc le convoque à son tour chez les Bleus, à l'occasion d'un match amical disputé le 11 août 2010 en Norvège. Yann M'Vila connaît alors sa première cape internationale en étant titularisé au milieu du terrain. Auteur d'une performance remarquée, il est de nouveau appelé quelques semaines plus tard par Laurent Blanc, obtient une seconde titularisation aux dépens d'Alou Diarra et se met de nouveau en valeur.
Le 25 mars 2011, Yann M'Vila réussit 124 passes sur 134 (92,5 %) contre le Luxembourg (0-2), un record en équipe de France depuis 2006. En Ligue 1, le Rennais détient déjà la meilleure performance de la saison en la matière avec 100 passes réussies face à Valenciennes. Le 2 septembre 2011, à Tirana, il marque son premier but en bleu face à l'Albanie sur une passe décisive de Karim Benzema.
En mai 2012, il fait partie des joueurs sélectionnés par Laurent Blanc pour disputer l'Euro 2012. Alors âgé de 21 ans, il est le plus jeune joueur de l'effectif français. Pour son deuxième match de préparation contre la Serbie, il est titulaire mais se blesse à la cheville, victime d'une entorse après une minute de jeu. Il est remplacé par Alou Diarra. Yann M'Vila cède sa place par des larmes à sa sortie. Le milieu défensif des Bleus souffre d'une entorse "moyennement grave" et sera du voyage en Ukraine et en Pologne. Forfait pour le premier match de poule face à l'Angleterre (nul 1-1), il fait son retour contre l'Ukraine en remplaçant Yohan Cabaye à la 68e minute de jeu. Les Français décrochent leur première victoire (0-2). Cependant, les Bleus s'inclinent 2-0 en quart de finale face à l'Espagne, champions d'Europe et du Monde en titre.
Le nom de Yann M'Vila est régulièrement cité, avec ceux de Samir Nasri, Hatem Ben Arfa et Jérémy Ménez, pour être sanctionné par la Fédération française de football (FFF) pour leurs divers écarts de conduite lors de l'Euro 2012. Il est notamment critiqué pour avoir été remplacé lors du quart de finale contre l'Espagne sans saluer son entraîneur, ni son remplaçant, Olivier Giroud. Finalement il ne sera pas sanctionné.
En août 2012, il est absent de la liste des joueurs retenus pour le match amical face à l'Uruguay, le 15 août au Havre par le nouveau sélectionneur Didier Deschamps. Cependant, il fait son retour en Espoirs deux mois plus tard. L'équipe de France espoirs affrontera la Norvège au Havre en match aller des barrages de l'Euro 2013, dont la phase finale est organisée en Israël. Vainqueurs (1-0) en barrage aller, les Bleuets sont éliminés lors de la phase retour, disputée à Drammen. Les Scandinaves (victoire 5-3), se qualifient pour la phase finale, programmée à l'été 2013. Entre ses deux matches, une polémique se crée dont cinq Bleuets feraient une virée nocturne à Paris en plein rassemblement de l'équipe de France espoirs de la nuit du 13 au 14 octobre, au lendemain de la victoire. La commission de discipline de la Fédération suspend ses joueurs et Yann M'Vila de sélection en équipe nationale et qui s'applique aussi avec l'équipe nationale A. Ce qui lui fera manquer la Coupe du monde 2014 disputée au Brésil.
Il n'a plus été sélectionné chez les Bleus depuis 2012.

## Statistiques

### Générales
| Saison                | Club                  | Championnat           | Championnat | Championnat | Championnat | Coupe nationale | Coupe nationale | Coupe nationale | Coupe de la Ligue | Coupe de la Ligue | Coupe de la Ligue | Compétition(s) continentale(s) | Compétition(s) continentale(s) | Compétition(s) continentale(s) | Compétition(s) continentale(s) | Total | Total | Total |
| Saison                | Club                  | Division              | M.          | B.          | P.d.        | M.              | B.              | P.d.            | M.                | B.                | P.d.              | Comp.                          | M.                             | B.                             | P.d.                           | M.    | B.    | P.d.  |
| 2009-2010             | Stade rennais FC      | Ligue 1               | 35          | 0           | 0           | 3               | 0               | 0               | 1                 | 0                 | 0                 | -                              | -                              | -                              | -                              | 39    | 0     | 0     |
| 2010-2011             | Stade rennais FC      | Ligue 1               | 37          | 2           | 1           | 3               | 1               | 1               | 1                 | 0                 | 0                 | -                              | -                              | -                              | -                              | 41    | 3     | 2     |
| 2011-2012             | Stade rennais FC      | Ligue 1               | 38          | 0           | 2           | 5               | 0               | 1               | -                 | -                 | -                 | C3                             | 7                              | 1                              | 0                              | 50    | 1     | 3     |
| 2012-2013             | Stade rennais FC      | Ligue 1               | 16          | 0           | 1           | 1               | 0               | 0               | 3                 | 0                 | 0                 | -                              | -                              | -                              | -                              | 20    | 0     | 1     |
| Sous-total            | Sous-total            | Sous-total            | 126         | 2           | 4           | 12              | 1               | 2               | 5                 | 0                 | 0                 | -                              | 7                              | 1                              | 0                              | 150   | 4     | 6     |
| 2012-2013             | FK Rubin Kazan        | Premier-Liga          | 5           | 0           | 1           | -               | -               | -               | -                 | -                 | -                 | C3                             | -                              | -                              | -                              | 5     | 0     | 1     |
| 2013-2014             | FK Rubin Kazan        | Premier-Liga          | 19          | 0           | 3           | -               | -               | -               | -                 | -                 | -                 | C3                             | 13                             | 0                              | 1                              | 32    | 0     | 4     |
| 2016-2017             | FK Rubin Kazan        | Premier-Liga          | 21          | 1           | 1           | 2               | 0               | 0               | -                 | -                 | -                 | -                              | -                              | -                              | -                              | 23    | 1     | 1     |
| 2017-2018             | FK Rubin Kazan        | Premier-Liga          | 19          | 2           | 1           | 1               | 0               | 0               | -                 | -                 | -                 | -                              | -                              | -                              | -                              | 20    | 2     | 1     |
| Sous-total            | Sous-total            | Sous-total            | 64          | 3           | 6           | 3               | 0               | 0               | -                 | -                 | -                 | -                              | 13                             | 0                              | 1                              | 80    | 3     | 7     |
| 2014-2015             | Inter Milan (prêt)    | Serie A               | 8           | 0           | 0           | -               | -               | -               | -                 | -                 | -                 | C3                             | 6                              | 0                              | 0                              | 14    | 0     | 0     |
| 2015-2016             | Sunderland FC (prêt)  | Premier League        | 37          | 1           | 4           | 1               | 0               | 0               | 2                 | 0                 | 0                 | -                              | -                              | -                              | -                              | 40    | 1     | 4     |
| 2017-2018             | AS Saint-Étienne      | Ligue 1               | 17          | 0           | 0           | -               | -               | -               | -                 | -                 | -                 | -                              | -                              | -                              | -                              | 17    | 0     | 0     |
| 2018-2019             | AS Saint-Étienne      | Ligue 1               | 37          | 0           | 1           | 2               | 0               | 0               | 1                 | 0                 | 0                 | -                              | -                              | -                              | -                              | 40    | 0     | 1     |
| 2019-2020             | AS Saint-Étienne      | Ligue 1               | 23          | 0           | 2           | 4               | 0               | 0               | 1                 | 0                 | 0                 | C3                             | 5                              | 0                              | 0                              | 33    | 0     | 2     |
| 2020-2021             | AS Saint-Étienne      | Ligue 1               | 1           | 0           | 0           | -               | -               | -               | -                 | -                 | -                 | -                              | -                              | -                              | -                              | 1     | 0     | 0     |
| Sous-total            | Sous-total            | Sous-total            | 78          | 0           | 3           | 6               | 0               | 0               | 2                 | 0                 | 0                 | -                              | 5                              | 0                              | 0                              | 91    | 0     | 3     |
| 2020-2021             | Olympiakós            | Super League          | 33          | 4           | 2           | 5               | 1               | 0               | -                 | -                 | -                 | C1+C3                          | 4+8                            | 0+1                            | 0+0                            | 50    | 6     | 2     |
| 2021-2022             | Olympiakós            | Super League          | 31          | 1           | 2           | 3               | 0               | 0               | -                 | -                 | -                 | C1+C3                          | 2+9                            | 1+0                            | 0+1                            | 45    | 2     | 3     |
| 2022-2023             | Olympiakós            | Super League          | 31          | 0           | 1           | 4               | 0               | 1               | -                 | -                 | -                 | C1+C3                          | 2+8                            | 0+0                            | 0+0                            | 45    | 0     | 2     |
| Sous-total            | Sous-total            | Sous-total            | 95          | 5           | 5           | 12              | 1               | 1               | -                 | -                 | -                 | -                              | 33                             | 2                              | 1                              | 140   | 8     | 7     |
| 2023-2024             | West Bromwich Albion  | Championship          | 7+2         | 0           | 0           | -               | -               | -               | -                 | -                 | -                 | -                              | -                              | -                              | -                              | 9     | 0     | 0     |
| 2024-2025             | SM Caen               | Ligue 2               | 19          | 1           | 1           | -               | -               | -               | -                 | -                 | -                 | -                              | -                              | -                              | -                              | 19    | 1     | 1     |
| 2025-2026             | SM Caen               | National              | 2           | 1           | 0           | -               | -               | -               | -                 | -                 | -                 | -                              | -                              | -                              | -                              | 2     | 1     | 0     |
| Sous-total            | Sous-total            | Sous-total            | 21          | 2           | 1           | -               | -               | -               | -                 | -                 | -                 | -                              | -                              | -                              | -                              | 21    | 2     | 1     |
| Total sur la carrière | Total sur la carrière | Total sur la carrière | 438         | 13          | 23          | 34              | 2               | 3               | 9                 | 0                 | 0                 | -                              | 64                             | 3                              | 2                              | 545   | 18    | 28    |

### En sélection nationale
| Saison                | Sélection             | Phases finales        | Phases finales | Phases finales | Phases finales | Éliminatoires | Éliminatoires | Éliminatoires | Matchs amicaux | Matchs amicaux | Matchs amicaux | Total | Total | Total |
| Saison                | Sélection             | Compétition           | M              | B              | Pd             | M             | B             | Pd            | M              | B              | Pd             | M     | B     | Pd    |
| --------------------- | --------------------- | --------------------- | -------------- | -------------- | -------------- | ------------- | ------------- | ------------- | -------------- | -------------- | -------------- | ----- | ----- | ----- |
| 2010-2011             | France                | -                     | -              | -              | -              | 4             | 0             | 0             | 6              | 0              | 0              | 10    | 0     | 0     |
| 2011-2012             | France                | Euro 2012             | 3              | 0              | 0              | 4             | 1             | 0             | 5              | 0              | 0              | 12    | 1     | 0     |
| Total sur la carrière | Total sur la carrière | Total sur la carrière | 3              | 0              | 0              | 8             | 1             | 0             | 11             | 0              | 0              | 22    | 1     | 0     |

### Buts internationaux
| 0   | Date             | Lieu                               | Compétition             | Résultat | Adversaire | Détail | Détail        | Détail | Sél. |
| --- | ---------------- | ---------------------------------- | ----------------------- | -------- | ---------- | ------ | ------------- | ------ | ---- |
| 1er | 2 septembre 2011 | Stade Qemal-Stafa, Tirana, Albanie | Éliminatoires Euro 2012 | V 1-2    | Albanie    | 18e    | du pied droit | 0-2    | 12e  |

## Palmarès

### En club
| Stade rennais (2)                                                                                         | Olympiakós (2)                                                                       | AS Saint-Étienne                      |
| --- | ------------------------------------------------------------------------------------ | ------------------------------------- |
| - Championnat de France de CFA - Champion : 2007 (équipe réserve) - Coupe Gambardella - Vainqueur : 2008. | - Champion de Grèce - Champion : 2021 et 2022. - Coupe de Grèce - Finaliste en 2021. | - Coupe de France - Finaliste : 2020. |

### Distinctions individuelles
- Élu révélation de l'année de Ligue 1 par France Football en 2010.
- Membre de l'équipe-type de Ligue 1 en 2011.
- Élu dans le onze de légende de la Coupe Gambardella en 2021[66].